# Kallima amplirufa
Kallima amplirufa är en fjärilsart som beskrevs av Hans Fruhstorfer 1898. Kallima amplirufa ingår i släktet Kallima och familjen praktfjärilar. Inga underarter finns listade i Catalogue of Life.